# Loubers
Loubers é uma comuna francesa na região administrativa de Occitânia, no departamento de Tarn. Estende-se por uma área de 4,23 km². Em 2010 a comuna tinha 83 habitantes (densidade: 19,6 hab./km²).